# Luca Garavoglia
Luca Garavoglia (Milano, 27 febbraio 1969) è un imprenditore italiano, presidente del gruppo Campari. Secondo Forbes, nel 2022 occupa il 778º posto tra gli uomini più ricchi del mondo con un patrimonio di 3,8 miliardi di dollari: è nella top 20 degli uomini più ricchi d'Italia.

## Biografia
Luca Garavoglia è figlio di Domenico Garavoglia, che nel 1984 assunse il controllo della società Davide Campari, da lui portata al successo internazionale, e Rosa Anna Magno Garavoglia, che dopo la prematura morte del marito, nel 1992, resse per un periodo le redini dell'impresa; ha due sorelle maggiori, Alessandra e Maddalena.
Ha studiato all'Istituto Leone XIII di Milano e ha conseguito una laurea in Economia presso l'Università Bocconi nel 1994. Dal settembre dello stesso anno Garavoglia è presidente del gruppo Campari che sarà quotato alla Borsa di Milano nel 2001.
In seguito alla morte della madre, Rosa Anna Magno Garavoglia, avvenuta a 82 anni il 22 novembre 2016, Luca assume il controllo di Alicros, la società italiana che detiene il 51% del capitale di Campari e poco più del 60% di diritti di voto".
All'inizio del 2019 viene portata a termine, dopo una serie di operazioni che riguardano anche immobili in Costa Smeralda, Roma, Milano, New York, Montecarlo, la fusione tra Alicros, la società italiana che ha il controllo del gruppo Campari, e Lagfin, un'accomandita lussemburghese che ha la maggioranza di Alicros. In questo modo viene accorpato in un'unica società con sede in Lussemburgo il 51% del gruppo di proprietà di Luca Garavoglia mentre un'altra quota del 46% detenuta nella cassaforte lussemburghese dalla sorella Alessandra è intestata a una fiduciaria della banca ginevrina Pictet.

## Altri incarichi
Ha fatto parte dei consigli di amministrazione di Indesit e Fiat, dal 2005 è nel cda della Fondazione del FAI e dal 2011 in quello di Telethon.